# Netia
Netia S.A. – jeden z największych polskich operatorów telekomunikacyjnych, część Grupy Polsat Plus. Dostawca usług telewizyjnych, internetu stacjonarnego oraz mobilnego dla użytkowników prywatnych, firm oraz instytucji. Zatrudnia ok. 2000 osób w 70 lokalizacjach w Polsce. Od maja 2018 r. większościowy pakiet akcji Netia SA posiada Cyfrowy Polsat S.A.

## Historia
- 1990 – powołanie do życia R.P. Telekom
- 1991 – koncesja na świadczenie lokalnych usług telekomunikacyjnych w Pile
- 1994 – pierwsza otwarta sieć i pozyskanie klientów w Świdniku
- 1998 – przekroczenie liczby 100 000 klientów
- 2000 – debiut na Giełdzie Papierów Wartościowych w Warszawie i włączenie akcji do indeksu WIG20
- 2004 – uruchomienie usług ADSL – jako internet Net24 (późniejsza usługa Szybki Internet)
- 2005 – rozpoczęcie budowy w technologii WiMAX (aktualnie[kiedy?] na większość nadajników kończy się koncesja i są one wyłączane)
- 2006 – przejęcie sieci Pro Futuro
- 2007 – początek świadczenia usług na sieci Telekomunikacji Polskiej w technologii LLU, dzięki czemu Netia stała się operatorem ogólnopolskim
- 2008 – przejęcie Tele2 Polska i włączenie w struktury przedsiębiorstwa
- 2009 – 500 000 klientów szerokopasmowego internetu
- 2010 – modernizacja sieci do standardu NGA (VDSL) oraz testy usługi telewizji cyfrowej
- 2011 – nabycie Telefonii Dialog SA oraz Crowley Data Poland (jako CDP Netia)[4]
- 2012 – likwidacja CDP Netia sp. z o.o. poprzez połączenie
- 2015 – nabycie 100% udziałów w spółce TK Telekom[5]
- 2018 – nabycie 32% akcji Netii przez Cyfrowy Polsat, następnie kolejnych 33,98% (łącznie 65,88%)[6]
- 2021 – przejęcie przez Cyfrowy Polsat 99,9% akcji Netii[7]
- 2024 – prezentacja nowego logo, które ma podkreślać przynależność do Grupy Polsat Plus[8]

## Zarząd i Rada Nadzorcza
W skład Zarządu Netii SA wchodzą:
- Andrzej Abramczuk – Prezes Zarządu, Dyrektor Generalny.
- Krzysztof Adaszewski – Członek Zarządu, Dyrektor Finansowy
- Grzegorz Bartler – Członek Zarządu, Dyrektor Generalny ds. Techniki
- Tomasz Dakowski – Członek Zarządu, Dyrektor Generalny ds. B2C

W skład Rady Nadzorczej Netii SA wchodzą:
- Piotr Żak – Przewodniczący
- Justyna Kulka
- Wojciech Pytel
- Adam Biedrzycki
- Maciej Szwarc
- Tomasz Szeląg
- Stefan Radzimiński

## Akcjonariat
| Podmiot           | Liczba akcji | % kapitału | % głosów |
| ----------------- | ------------ | ---------- | -------- |
| Cyfrowy Polsat    | 335 574 367  | 99,999%    | 99,999%  |
| Pozostałe akcje   | 3977         | 0,001%     | 0,001%   |
| Kapitał zakładowy | 335 578 344  | 100%       | 100%     |